# Next Handball League Men
De Next Handball League Men is de hoogste afdeling van het Nederlandse handbal bij de heren op landelijk niveau. Tot het seizoen 1976/1977 droeg de competitie de naam hoofdklasse. In 2024 veranderde de naam van de eredivisie in de Next Handball League Men. 
Sinds het seizoen 2014-2015 spelen de beste mannenteams eerst in competitie in BENE-League en strijden hierna om het landskampioenschap tegen de overige teams in de eredivisie.

## Competitie
Door de jaren heen in de eredivisie met de opzet veranderd. Sinds 2020 is de opzet veranderd bij de mannen eredivisie. Zestien teams spelen in een volledige competitie tussen de maanden september tot mei in de eredivisie. Doordat de eredivisie is uitgebreid van twaalf naar zestien teams heeft het NHV besloten om de nacompetitie te schrappen en de eindstand uit uitgang posities zijn voor promotie/degradatie. De beste vijf teams van Nederland spelen tussen september tot februari (datums kunnen verschillen per seizoen) in de BENE-League. Na de Final4 weekend van de BENE-League spelen de beste vijf Nederlandse teams voor de landstitel van Nederland.

### BENE-League
Nederland in totaal zes teams afleveren aan de BENE-League. De Nederlandse teams spelen tegen de beste zes teams van België. In 2020 heeft Nederland vijf teams afgeleverd.

### Promotie BENE-League
Sinds 2014 is de BENE-League een volwaardige competitie tussen Nederland en België. In het eerst stadium werd het beslist door de nacompetitie. In 2018 werd de kampioen van de reguliere competitie (eredivisie) rechtstreeks gepromoveerd naar de BENE-League.

### Degradatie
In 2020 is besloten dat de nummer zestien degradeert naar de eerste divisie. Voorheen de degradatie strijd ook via nacompetitie speelt. Dit werd samen met de periode titel winnaars van de eerste divisie gespeeld.

## Opzet
Sinds het seizoen 2020-2021 is de eredivisie uitgebreid van 12 teams naar 16 teams.
Door het uitbreiden van de eredivisie naar 16 team spelen alle teams twee keer tegen elkaar. Nacompetitie is door de uitbreiding afgeschaft van het speelschema. De nummer 1 van de promoveert rechtstreeks naar de BENE-League. Indien de kampioen van de reguliere eredivisie een uitgesloten heeft voor deelname aan de BENE-League en derhalve niet kan promoveren, deze wordt vervangen door het eerstvolgende team in de eindrangschikking van de eredivisie.
- Tweede teams die al een eerste team in de BENE-League hebben zijn van deelname uitgesloten. Deze wordt vervangen door het eerstvolgende team in de eindrangschikking van de eredivisie.
- De nummers 1 t/m 5 van de Eredivisie zijn rechtstreeks geplaatst voor de 1/8 finales van de landelijke bekercompetitie.
- De nummer 16 degradeert rechtstreeks naar de Eerste divisie.
- Indien een vereniging met een team dat uitkomt in de eredivisie geëindigd is op plaats 2 t/m 15, een tweede team heeft dat uitkomt in de eerste divisie, kan het team van betrokken vereniging niet in aanmerking komen voor promotie naar de eredivisie. Bij terugtrekking van een vereniging (team) uit de eredivisie promoveert de eerstvolgende in de eindrangschikking van de eerste divisie en dat geen team in de eredivisie heeft, eveneens rechtstreeks naar de eredivisie.

## Naamwijzigingen
Door de jaren heen heeft de eredivisie verschillende naamswijzigingen gehad. In 1966 tot en met 1977 droeg de eredivisie de naam van de Hoofdklasse. Na de nieuwe competitie is sinds de 21e eeuw verschillende bedrijven die de eredivisie financieel hielpen.
- 1965 - 1977; Hoofdklasse
- 1977 - 2001; Eredivisie
- 2001 - 2005; Lucardi Eredivisie
- 2005 - 2013; AfAB Eredivisie
- 2014 - 2017; Lotto Eredivisie
- 2017 - 2024; Eredivisie
- 2024 - heden; Next Handball League Men

## Seizoen 2024/25
| Ploegen             | Stad               | Gemeente       | Provincie     |
| ------------------- | ------------------ | -------------- | ------------- |
| Aalsmeer 2          | Aalsmeer           | Aalsmeer       | Noord-Holland |
| Aristos             | Amsterdam          | Amsterdam      | Noord-Holland |
| Bevo HC 2           | Panningen          | Peel en Maas   | Limburg       |
| BFC                 | Beek               | Beek           | Limburg       |
| DFS                 | Arnhem             | Arnhem         | Gelderland    |
| Dynamico            | Oss                | Oss            | Noord-Brabant |
| E&O - Hurry-Up      | Emmen - Zwartemeer | Emmen          | Drenthe       |
| Feyenoord           | Rotterdam          | Rotterdam      | Zuid-Holland  |
| Hellas              | Den Haag           | Den Haag       | Zuid-Holland  |
| PSV                 | Eindhoven          | Eindhoven      | Noord-Brabant |
| Rapiditas           | Weert              | Weert          | Limburg       |
| Tachos - Witte Ster | Waalwijk - Waspik  | Waalwijk       | Noord-Brabant |
| Volendam 2          | Volendam           | Edam-Volendam  | Noord-Holland |
| Watersley           | Sittard            | Sittard-Geleen | Limburg       |
| WHC-Hercules        | Den Haag           | Den Haag       | Zuid-Holland  |

## Kampioenen
- Van 1962 tot 2014 werd de winnaar van de reguliere competitie of via de nacompetitie van de eredivisie, landskampioen van Nederland. Na 2014 werden de beste vier tot zes Nederlandse teams in de BENE-League de nacompetitie gespeeld. Sindsdien spelen alleen de deelnemende BENE-Leagueteams voor de landstitel.

| Hoofdklasse | Hoofdklasse  | 1972/73    | Sittardia          | 1982/83 | Vlug en Lenig      | 1993/94 | Sittardia     | 2004/05           | Volendam          |
| 1962/63     | Operatie '55 | 1973/74    | Sittardia          | 1983/84 | Vlug en Lenig      | 1994/95 | Aalsmeer      | 2005/06           | Volendam          |
| 1963/64     | Operatie '55 | 1974/75    | Sittardia          | 1984/85 | Aalsmeer           | 1995/96 | E&O           | 2006/07           | Volendam          |
| 1964/65     | Operatie '55 | 1975/76    | Sittardia          | 1985/86 | Vlug en Lenig      | 1996/97 | Sittardia     | 2007/08           | Hellas            |
| 1965/66     | Sittardia    | 1976/77    | Sittardia          | 1986/87 | Sittardia          | 1997/98 | E&O           | 2008/09           | Aalsmeer          |
| 1966/67     | ESCA         | Eredivisie | Eredivisie         | 1987/88 | Blauw-Wit Neerbeek | 1998/99 | Sittardia     | 2009/10           | Volendam          |
| 1967/68     | Sittardia    | 1977/78    | Hermes             | 1988/89 | E&O                | 1999/00 | Aalsmeer      | 2010/11           | Volendam          |
| 1968/69     | Sittardia    | 1978/79    | Sittardia          | 1989/90 | Sittardia          | 2000/01 | Aalsmeer      | 2011/12           | Volendam          |
| 1969/70     | Sittardia    | 1979/80    | Blauw-Wit Neerbeek | 1990/91 | E&O                | 2001/02 | Vlug en Lenig | 2012/13           | Volendam          |
| 1970/71     | Sittardia    | 1980/81    | Blauw-Wit Neerbeek | 1991/92 | E&O                | 2002/03 | Aalsmeer      | 2013/14           | Bevo HC           |
| 1971/72     | Sittardia    | 1981/82    | Vlug en Lenig      | 1992/93 | Sittardia          | 2003/04 | Aalsmeer      | Komst BENE-League | Komst BENE-League |

| Jaar                     | Club                    |
| ------------------------ | ----------------------- |
| 2014/15                  | Hurry-Up                |
| 2015/16                  | Hurry-Up                |
| 2016/17                  | E&O                     |
| 2017/18                  | Houten                  |
| 2018/19                  | Houten                  |
| 2019/20                  | Quintus                 |
| 2020/21                  | Alternatieve competitie |
| 2021/22                  | Tachos                  |
| 2022/23                  | Houten                  |
| 2023/24                  | BFC                     |
| Next Handball League Men |                         |

## Statistieken

### Lijst van landskampioen
| Aantal titels | Club               | Jaren |
| ------------- | ------------------ | --- |
| 18            | Sittardia          | 1965/66, 1967/68, 1968/69, 1969/70, 1970/71, 1971/72, 1972/73, 1973/74, 1974/75, 1975/76, 1978/79, 1986/87, 1992/93, 1993/94, 1996/97, 1998/99 |
| 14            | Aalsmeer           | 1954/00, 1959/00, 1984/85, 1994/95, 1999/00, 2000/01, 2002/03, 2003/04, 2008/09, 2017/18, 2018/19, 2020/21, 2021/22, 2023/24                   |
| 7             | Volendam           | 2004/05, 2005/06, 2006/07, 2009/10, 2010/11, 2011/12, 2012/13                                                                                  |
| 5             | E&O                | 1988/89, 1990/91, 1991/92, 1995/96, 1997/98 |
| 5             | Vlug en Lenig      | 1981/82, 1982/83, 1983/84, 1985/86, 2001/02 |
| 4             | Limburg Lions      | 2014/15, 2015/16, 2016/17, 2022/23 |
| 4             | Operatie '55       | 1962/00, 1962/63, 1963/64, 1964/65 |
| 3             | Blauw-Wit Neerbeek | 1979/80, 1980/81, 1987/88 |
| 3             | Olympia Hengelo    | 1956/00, 1957/00, 1958 |
| 2             | Niloc              | 1960/00, 1961 |
| 1             | Bevo HC            | 2013/14 |
| 1             | Hellas             | 2007/08 |
| 1             | Hermes             | 1977/78 |
| 1             | ESCA               | 1966/67 |
| 1             | PSV                | 1955 |

### Kampioenen reguliere competitie
Van 1962 tot en met 1990 werd de landskampioen van Nederland de winnaar van de reguliere competitie. Na 1990 werd de landskampioen beslist door nacompetitie.  
- In 2020 is de eredivisie uitgebreid naar 16 teams en is de nacompetitie afgeschaft. Alleen de BENE-Leagueteams spelen een nacompetitie voor het landskampioenschap.
- De dik gedrukte zijn de kampioenen die ná 1990 kampioen zijn geworden in de reguliere competitie.

| Aantal titels | Club               | Jaren |
| ------------- | ------------------ | --- |
| 15            | Sittardia          | 1965/66, 1967/68, 1968/69, 1969/70, 1970/71, 1971/72, 1972/73, 1973/74, 1974/75, 1975/76, 1978/79, 1986/87, 1991/92, 1992/93, 1996/97 |
| 9             | Aalsmeer           | 1984/85, 1994/95, 1997/98, 1998/99, 1999/00, 2000/01, 2002/03, 2008/09, 2013/14                                                       |
| 7             | Volendam           | 2004/05, 2005/06, 2006/07, 2007/08, 2010/11, 2011/12, 2012/13                                                                         |
| 6             | E&O                | 1988/89, 1990/91, 1993/94, 1995/96, 2009/10, 2016/17                                                                                  |
| 5             | Vlug en Lenig      | 1981/82, 1982/83, 1983/84, 1985/86, 2001/02                                                                                           |
| 3             | Operatie '55       | 1962/63, 1963/64, 1964/65 |
| 3             | Blauw-Wit Neerbeek | 1979/80, 1980/81, 1987/88 |
| 3             | Houten             | 2017/18, 2018/19, 2022/23 |
| 2             | Hurry-Up           | 2014/15, 2015/16 |
| 1             | Bevo HC            | 2003/04 |
| 1             | BFC                | 2023/24 |
| 1             | Tachos             | 2021/22 |
| 1             | Hermes             | 1977/78 |
| 1             | ESCA               | 1966/67 |

### Aantal seizoenen
Vetgedrukt de clubs die in 2022/23 in de Eredivisie spelen, schuingedrukt de clubs die in 2022/23 in de BENE-League spelen. Teams die zijn ontstaan uit een fusie zijn samengesteld in deze lijst. Het uitgangspunt is dat de licentie van het team bij de opvolger moet zijn meegenomen.
Sinds de introductie van de Beneliga in het seizoen 2014/15 spelen niet alle teams in de eredivisie meer mee om het landskampioenschap, slechts de hoogst geëindigde clubs speelden in een kampioensgroep tegen de team uit de Beneliga om het landskampioenschap. Sinds de introductie van de HandbalNL League in het seizoen 2020/21 is de Eredivisie feitelijk het tweede niveau van Nederland geworden en spelen alleen de teams uit de HandbalNL League nog om het landskampioenschap.
| Club               | Ook bekend als                                       | /63 | Periode                                                                                                |
| ------------------ | ---------------------------------------------------- | --- | --- |
| Limburg Lions      | TopTeam/Sittardia, Sittardia                         | 63  | 1962 - ....                                                                                            |
| Aalsmeer           |                                                      | 53  | 1962 - 1965, 1966 - 1968, 1970 - 1973, 1980 - 1981, 1982 - ....                                        |
| E&O                |                                                      | 50  | 1962 - 1963, 1974 - 1978, 1979 - 1981, 1982 - ....                                                     |
| Vlug en Lenig      | Limburg Lions 2, Limburg Wild Dogs, TalentenTeam/V&L | 49  | 1967 - 1976, 1978 - 2009, 2013 - 2022                                                                  |
| DFS Arnhem         | DFS-UDI 1896, DFS-Huissen, EAS, Swift Arnhem, AHF    | 43  | 1963 - 1964, 1969 - 1975, 1976 - 1980, 1984 - 1990, 1992 - 2000, 2007 - 2008, 2010 - ....              |
| BFC                | Blauw-Wit, Caesar                                    | 39  | 1977 - 2008, 2017 - ....                                                                               |
| Tachos             |                                                      | 35  | 1986 - 2009, 2013 - ....                                                                               |
| Hellas Den Haag    |                                                      | 35  | 1962 - 1964, 1983 - 1993, 1994 - 1995, 1997 - 1998, 2000 - 2001, 2002 - 2010, 2011 - 2012, 2014 - .... |
| Quintus            |                                                      | 34  | 1964 - 1965, 1966 - 1967, 1978 - 1984, 1999 - ....                                                     |
| WHC-Hercules       | Hercules Den Haag, Hermes                            | 30  | 1974 - 1994, 2012 - 2013, 2014 - 2017, 2019 - ....                                                     |
| Bevo HC            |                                                      | 30  | 1989 - 1990, 1991 - 1992, 1995 - 1996, 1998 - ....                                                     |
| Volendam           |                                                      | 27  | 1997 - 1999, 2000 - ....                                                                               |
| ESCA               |                                                      | 22  | 1962 - 1972, 1973 - 1977, 1989 - 1997                                                                  |
| AHC '31            |                                                      | 18  | 1964 - 1980, 1981 - 1982, 1985 - 1986                                                                  |
| Olympia Hengelo    |                                                      | 17  | 1962 - 1975, 1991 - 1994, 1998 - 1999                                                                  |
| Hurry-Up           |                                                      | 16  | 2006 - 2007, 2010 - ....                                                                               |
| De Gazellen        |                                                      | 14  | 1976 - 1983, 1984 - 1986, 1991 - 1995, 2001 - 2002                                                     |
| Meteoor            | Stratum-Meteoor                                      | 12  | 1962 - 1966, 1968 - 1969, 1972 - 1977, 1983 - 1984                                                     |
| Feyenoord          | HARO                                                 | 12  | 2008 - 2013, 2016 - 2018, 2020 - ....                                                                  |
| Swift Roermond     |                                                      | 11  | 1975 - 1979, 1980 - 1987                                                                               |
| Houten             |                                                      | 11  | 2014 - ....                                                                                            |
| PSV                |                                                      | 10  | 1973 - 1979, 1981 - 1982, 2022 -                                                                       |
| HandbaL Venlo      | HandbaL Venlo-Swift 2000, Loreal                     | 9   | 1985 - 1988, 2009 - 2011, 2015 - 2019                                                                  |
| Attila             |                                                      | 9   | 1971 - 1974, 1979 - 1983, 1984 - 1985, 1987 - 1988                                                     |
| Niloc              |                                                      | 9   | 1962 - 1971, 1973 - 1974                                                                               |
| Aalsmeer 2         |                                                      | 9   | 2016 - ....                                                                                            |
| Operatie '55       |                                                      | 8   | 1962 - 1970                                                                                            |
| Bevo HC 2          |                                                      | 8   | 2016 - 2019, 2020 - ....                                                                               |
| Volendam 2         |                                                      | 7   | 2018 - ....                                                                                            |
| Hercules Hengelo   |                                                      | 7   | 1977 - 1978, 1984 - 1985, 1986 - 1987, 1988 - 1991                                                     |
| Dynamico           | Olympia '89/DOS '80                                  | 6   | 2019 - ....                                                                                            |
| Aristos Amsterdam  |                                                      | 5   | 2014 - 2015, 2016 - 2019, 2024 - ...                                                                   |
| Havas              |                                                      | 4   | 2019 - 2023                                                                                            |
| Nieuwegein         |                                                      | 4   | 2005 - 2009                                                                                            |
| Kolping            | AHC Kolping                                          | 4   | 1995 - 1996, 2002 - 2005                                                                               |
| UDSV               |                                                      | 4   | 1988 - 1989, 1996 - 1997, 2004 - 2006                                                                  |
| EHC                |                                                      | 3   | 2021 - 2024                                                                                            |
| Olympia Groningen  |                                                      | 3   | 1962 - 1965                                                                                            |
| EMM                |                                                      | 3   | 1962 - 1965                                                                                            |
| Watersley R+D Team |                                                      | 2   | 2023 - ....                                                                                            |
| Vrone/Berdos       |                                                      | 2   | 2022 - 2024                                                                                            |
| GHV                |                                                      | 2   | 2020 - 2022                                                                                            |
| Jahn II            |                                                      | 2   | 1987 - 1989                                                                                            |
| OSC                |                                                      | 2   | 1990 - 1992                                                                                            |
| Dynamo             |                                                      | 2   | 1963 - 1965                                                                                            |
| Rapiditas          |                                                      | 1   | 2024 - ....                                                                                            |
| Quintus 2          |                                                      | 1   | 2018 - 2019                                                                                            |
| Animo              |                                                      | 1   | 2002 - 2003                                                                                            |
| White Demons       |                                                      | 1   | 2003 - 2004                                                                                            |
| DES '72            |                                                      | 1   | 2001 - 2002                                                                                            |
| Apollo '70         |                                                      | 1   | 1999 - 2000                                                                                            |
| Delta Sport        |                                                      | 1   | 1992 - 1993                                                                                            |
| Tongelre           |                                                      | 1   | 1990 - 1991                                                                                            |
| Enschede           |                                                      | 1   | 1975 - 1976                                                                                            |
| Hellas Groningen   |                                                      | 1   | 1962 - 1963                                                                                            |

(Bijgewerkt t/m 2023-2024)

## Trivia
- Sinds de invoering van de competitie is Sittardia onafgebroken in de eredivisie/BENE-League. Sinds 2008 speelt Limburg Lions onder de licentie van Sittardia.
- Limburg Wild Dogs (2008-2009), Limburg Lions 2 (2013-2021) speelde vanaf 2008 onder de licentie van Vlug en Lenig. In 2021 kreeg Vlug en Lenig de licentie terug op de eigen naam.
- AHF Arnhem, speelde tussen 1993 tot 1996 onder de licentie van Swift Arnhem. Na 1996 kreeg Swift de licentie terug.